# Carl Rammelsberg
Carl (Karl) Friedrich August Rammelsberg (1. dubna 1813 Berlín – 28. prosince 1899 Berlín-Lichterfelde) byl německý chemik a mineralog.

## Život
Rammelsberg se nejprve věnoval farmacii, v letech 1833 až 1837 studoval v Belíně přírodní vědy, chemii a mineralogii. Po promoci v roce 1840 zde byl habilitován. V roce 1846 se stal univerzitním profesorem. Od roku 1850 přednášel chemii a mineralogii na královském Komerčním institutu v Berlíně jako následovník Adolfa Bayera a také přednášel na báňské akademii.
V roce 1874 se podruhé stal řádným profesorem chemie a v období 1881-1882 plánoval založení II. chemického institutu.. Do roku 1891 vedl druhý chemický institut na ulici Bunsenstraße.
V roce 1855 se stal členem Pruské akademie věd v Berlíně a v roce 1859 členem-korespondentem Bavorské akademie věd. Od roku 1862 byl členem akademie Leopoldina a od roku 1872 členem American Academy of Arts and Sciences.
V roce 1867 byl jedním ze zakladatelů Deutsche Chemische Gesellschaft v Berlíně a v letech 1870, 1872 a 1874 byl členem představenstva.

## Mineralogie
Rammelsberg je v oblasti mineralogické chemie považován za autoritu, věnoval se také analýze, krystalografii, metalurgii a studiu meteoritů.
Několik druhů minerálů také jako první analyzoval, mezi jinými augit, franklinit a tefroit. U dalších minerálů, jako jsou magnesioferrit a tachyhydrit, byl autorem prvního popisu.
Jeho rozsáhlou mineralogickou sbírku v roce 1879 převzala Humboldtova univerzita v Berlíně. V roce 2009 byly sbírky, mezi nimi i minerály, přemístěny do modernizovaného Muzea přírodní historie v Berlíně.

## Dílo
- Handwörterbuch des chemischen Teils der Mineralogie (Berl. 1841, 5 Supplemente 1843-53), později vydáno jako Handbuch der Mineralchemie (Leipz. 1860, 2. Aufl., das. 1875, Ergänzungsheft 1886)
- Lehrbuch der Stöchiometrie und der allgemeinen theoretischen Chemie (Berl. 1842)
- Lehrbuch der chemischen Metallurgie (das. 1850, 2. Aufl., das. 1865)
- Lehrbuch der Kristallkunde (das. 1852)
- Handbuch der kristallographischen Chemie (das. 1855)
- Handbuch der kristallographisch-physikalischen Chemie (Leipz. 1881-82, 2 Bde.)
- Grundriß der Chemie (5. Aufl., Berl. 1881)
- Anfangsgründe der quantitativen mineralogischen und metallurgisch-analytischen Chemie (das. 1845)
- Leitfaden für die qualitative (7. Aufl., das. 1885) und die quantitative chemische Analyse (4. Aufl., das. 1886)
- Elemente der Kristallographie (das. 1883)
- Chemische Abhandlungen 1838-1888 (das. 1888) u. a. Vgl. "Karl Friedrich R.", Festschrift (Berl. 1887).

### Příspěvky vAnnalen der Physik
- Ueber das Verhaltendes Cyans zum Kadmium und über mehre Doppelcyanüre im Allgemeinen; von C. Rammelsberg
- XII.Mineralogisch-chemische Notizen über Stilpnomelan, schwefelsaure Thonerde,und schwefelsaures Eisenoxyd; von C. Rammelsberg
- Ueber die Substanzen, welche mit den Namen Haarsalz und Federalaun bezeichnet wurden; von C. Rammelsberg
- Ueber die chemische Zusammensetzung des Datoliths und des Botryoliths; von C. Rammelsberg
- Ueber eine neuebasisch schwefelsaure Thonerde; von C. Rammelsberg
- Ueber die Verbindungendes Jodzinks mit alkalischen Jodüren; von C. Rammelsberg
- Ueber die Zusammensetzung des Berthierits von Bräunsdorf bei Freiberg; von C. Rammelsberg
- Ueber die einfachen unddoppelten Cyanmetalle; von C. Rammelsberg
- Ueber den Boulangerit; von C. Rammelsberg
- Ueber den Chabasit und Gmelinit; von C. Rammelsberg
- Ueber die Zusammensetzung der Afterkrystalle des Augits; von C. Rammelsberg
- Ueber die chemische Zusammensetzung des Boracits, so wie diejenige der Verbindungen der Borsäuremit der Talkerde überhaupt; von C. Rammelsberg

## Ocenění
Minerál rammelsbergit, poprvé popsaný v roce 1854 W. K. von Haidingerem z typové lokality poblíž Schneebergu v Krušných horách byl pojmenován na jeho počest.